# Фридман, Илья Львович
Илья Львович Фридман (род. 1937) — советский хоккеист, нападающий.

## Биография
Выступал за команды «Буревестник» Москва (1956/57), «Крылья Советов» Тушино (1957/58), МВО / СКА Калинин (1958/59 — 1960/61), СКА Куйбышев (1960/61), «Даугава» (1961/62 — 1962/63), «Динамо» Киев (1963/64 — 1965/66).
В классе «А» провёл шесть сезонов (1956/57, 1959/60 — 1962/63, 1965/66).